# Língua hindi
O hindi ou híndi é uma língua indo-ariana, descendente direta do sânscrito védico a partir do prácrito sauraseni e do Śauraseni Apabhraṃśa (do Sânscrito apabhraṃśa "corrompido"), hoje falada por 70% dos indianos, principalmente no norte, centro e oeste da Índia. É parte de uma continuidade dialetal da família indo-ariana fortemente associado à religião hindu.
Os falantes do hindi não são apenas os que o reconhecem como uma língua materna, mas também falantes de outras variantes que consideram o seu idioma uma variante do hindi padrão.

## Statusoficial
De acordo com a Constituição indiana de 1950, o híndi é uma das línguas oficiais da Índia em nível federal. A Constituição indiana estabelece ainda que o híndi deve ser escrito com o alfabeto devanágari.
Entre as várias línguas oficiais da Índia, o híndi goza, ao lado do inglês, de maior prestígio dentro da sociedade indiana.

## História
O hindi é uma língua oriunda do sânscrito védico, mais precisamente do dialeto ou prácrito (do Sânscrito prākṛta "inalterado, não refinado") das proximidades de Délhi, que adquiriu prestígio no período do Império Mughal no século XVII, dando-lhe a denominação de urdu, a "língua da corte". Logo depois da independência da Índia as autoridades sentiram a necessidade de uma unificação dentro do idioma, portanto decidiu-se por padronizar o hindi como língua separada do urdu, dentro das seguintes convenções:
- Padronização gramatical: Em 1954 o governo da Índia organizou um comitê para preparar uma gramática para o hindi. O relatório final do comitê foi concluído em 1958 com o título de "Gramática Básica do Hindi Moderno".
- Padronização ortográfica: obrigatoriedade do uso do alfabeto devanágari pelo Ministério da Educação indiano na intenção de uniformizar a língua e evitar desvios de pronúncia, inclusive na adição de diacríticos para datação de palavras de outras línguas.

A constituinte oficializou o hindi como idioma oficial da União em 14 de setembro de 1949, esta data foi adotada mundialmente como sendo o dia da língua hindi.

## Gramática

### Pronomes
O hindi tem sete pronomes, três para a segunda pessoa e dois nomes para a terceira pessoa, mas não especifica se é singular ou plural.
| Hindi | Português                        |
| ----- | -------------------------------- |
| मैं     | (main)-eu                        |
| आप    | (aap)- o senhor (formal)         |
| तुम    | (tum)- você                      |
| तू     | (tuu)- tu (muito informal)       |
| येह/वह | (yeh/woh) - ele, ela, eles, elas |
| हम    | (ham) - nós                      |

### Nomes

#### Gênero
Em hindi não há uma regra geral de como se forma o gênero, mas, muitas palavras terminadas em "a" passam a terminar em "e"; geralmente são palavras usadas para o masculino, por exemplo: लड़का larká (menino); लड़क larkê* (meninos).
Observações: *larkê também pode ser o caso genitivo singular de larká (nominativo);
a palavra para homem (आदमी-aadmi) não possui plural, mas, quando no contexto se refere a vários homens o verbo é conjugado no plural, mas o substantivo é preservado como no singular.

#### Artigos

##### Artigo definido e indefinido
Não há artigos definidos em hindi, nem artigos indefinidos.

### Verbo
Semelhante ao latim e ao persa, a ordem na frase em hindi costuma ser sujeito-objeto-verbo. Há uma certa complicação para quem não está acostumado, pois, uma frase como: "o menino está pulando" é: larka kud-raha-he; em que "larka" é
"o menino", "kud" é um radical que traz a ideia de "pulo, salto", "raha" é o sufixo para o singular e masculino e "he" é o verbo ser/estar, literalmente (menino pulando(ele) está). Se for dito: "a menina está pulando": larki kud-rahi -he; onde "larki" é "a menina", e "rahi" é o sufixo para o singular feminino.
Para se dizer "os meninos estão pulando" se diz: larke kud-rahe-hen; ou seja; "larke", os meninos, "rahe" é o sufixo masculino plural, literalmente: meninos pulando(eles) estão pulando.
Então para se dizer muitos outros verbos, se troca o kud (pula) por qualquer outro: ur (voa); tchal (caminha); dòr (corre); muskura (sorri); pii (bebe); bethi (senta); par (lê).
Em hindi o verbo pode variar conforme o número, gênero, modo e tempo (comum em línguas indo-européias).
Um cuidado deve ser tomado quando se pronuncia o verbo ser/estar no singular e no plural, pois, soa muito semelhante: है  - hee (é, está) e हैं hen (são, estão). A forma plural possui um pequeno ponto nasal difícil de se perceber, e nem são diferenciados por algumas fontes.

## Vocabulário
- आत्मा (Ātma): Alma
- आकाश (Akāsh): Céu
- दिल (Dil):   Coração
- श्री (shri): "senhor"
- मोटा (Moti): Gordo(a)
- लम्बा (Lamba): Alto(a)
- आदमी (Aadmi): Homem
- औरत (Aurat): Feminino
- स्त्री (Stri): Mulher
- Thigna: Baixo(a)
- लड़का (larkā): menino/garoto
- लड़की (larkī): menina/garota
- किताब (kitāb): livro
- पढ़ना (parnā): ler
- बोलना (bolnā): falar
- पीना (pinā): beber

## Numerais
0 - शून्य - shunya
1 - एक - ek
2 - दो - dô
3 - तीन - tín
4 - चार - tchar
5 - पांच - pantch
6 - छः - tchê
7 - सात -sat
8 - आठ - aath
9 - नौ - nò
10 - दस - dâs
11 - ग्यारह - gyara
12 - बारह - baara
13 - तेरह - têra
14 - चौदह - tchòda
15 - पन्द्रह - pandrah
16 - सोलह - sola
17 - सत्रह - satrah
18 - अठारह - atrah
19 - उन्नीस - unís
20 - बीस - bis
30 - तीस - tis
40 - चालीस - tchalis
50 - पचास - patchas
60 - साठ - saath
70 - सत्तर - satar
80 - अस्सी - assí
90 - नव्व - nabê
100 - सौ - sò
1000 - एक हजार - ek hajar
100000 - एक लाख - ek lakh
Para esta breve explicação dos numerais não foi utilizado nenhuma forma oficial de transliteração, mas apenas uma forma de fazer os lusófonos pronunciarem o mais parecido possível.
Para quem não está acostumado com o idioma, os números 7 e 60 podem confundir por terem pronúncias parecidas. O uso do ò serviu para não ser confundido com o ô (como em ovo), mas, o ó (como em ópera).

## Sistema de escrita
O sistema de escrita do hindi é o alfabeto devanagari, o mesmo que era utilizado na escrita do sânscrito, língua hoje somente utilizada em atividades religiosas. Além do hindi, algumas outras línguas do norte e da região central da Índia também utilizam o devanagari como seu sistema de escrita. Um exemplo é o marata, falado no estado do Maharashtra, cuja capital, Mumbai, é também a capital econômica da Índia. Embora a maior parte da população indiana não tenha o hindi como língua materna, grande parte o domina como segunda língua, o que faz desta língua indiana uma das mais faladas no mundo.

## Exemplo de texto
Artigo 1 da Declaração Universal de Direitos Humanos.
- Hindi:

अनुच्छेद 1 (एक) – सभी मनुष्यों को गौरव और अधिकारों के विषय में जन्मजात स्वतन्त्रता और समानता प्राप्त हैं । उन्हें बुद्धि और अन्तरात्मा की देन प्राप्त है और परस्पर उन्हें भाईचारे के भाव से बर्ताव करना चाहिए ।
- Transliteração (ISO)

Anucchēd 1 (ēk) – Sabhī manuṣyō̃ kō gaurav aur adhikārō̃ kē viṣay mē̃ janmajāt svatantratā aur samāntā prāpt haĩ. Unhē̃ buddhi aur antarātmā kī dēn prāpt hai aur paraspar unhē̃ bhāīcārē kē bhāv sē bartāv karnā cāhiē.
- Transcrição (IPA)

[ənʊtːʃʰeːd̪ eːk | səbʰiː mənʊʂjõː koː ɡɔːɾəʋ ɔːɾ əd̪ʰɪkɑːɾõː keː ʋɪʂəj mẽː dʒənmədʒɑːt̪ sʋət̪ənt̪ɾət̪ɑː ɔːɾ səmɑːnt̪ɑː pɾɑːpt̪ ɦɛ̃ː ‖ ʊnʰẽː bʊd̪ːʰɪ ɔːɾ ənt̪əɾɑːt̪mɑː kiː d̪eːn pɾɑːpt̪ ɦɛː ɔːɾ pəɾəspəɾ ʊnʰẽː bʰɑːiːtʃɑːɾeː keː bʰɑːʋ seː bəɾtɑːʋ kəɾnɑː tʃɑːɦɪeː ‖]
- Tradução:

Artigo 1º - Todos os seres humanos nascem livres e iguais em dignidade e direitos. Eles são dotados de razão e consciência e devem agir uns para com os outros com espírito de fraternidade.